# Jacob Heinrich Ludwig von Arnim-Suckow
Jacob Heinrich Ludwig von Arnim-Suckow, auch Jakob  (* 17. Januar 1754 in Suckow in der Uckermark; † 21. September 1804 in Berlin) war ein preußischer Landrat und Gutsbesitzer.

## Leben

### Familie
Er stammte aus dem märkischen Uradelsgeschlecht von Arnim und war der Sohn von George von Arnim-Suckow (1717–1772), Majoratsherr auf Suckow in der Uckermark, und dessen Ehefrau Florentine von Wackenitz (1721–1783), Tochter von Karl Philipp von Wackenitz aus dem Hause Boltenhagen; er hatte noch acht Geschwister. Unter seinen Vorfahren war der Generalfeldmarschall Georg Abraham von Arnim.
Am 7. August 1783 heiratete er in Rothenklempenow Louise von Eickstedt (1765–1810), die älteste Tochter des Regierungsvizepräsidenten Johann Georg von Eickstedt (1730–1807); gemeinsam hatten sie vier Söhne und zwei Töchter.

### Werdegang
Arnim-Suckow erhielt seinen Unterricht durch Hauslehrer und Hofmeister, bevor er 1768 das Marienstiftsgymnasium in Stettin besuchte; dort hatte er unter anderem Unterricht bei Johann Carl Conrad Oelrichs.
Von 1771 bis 1776 studierte er an der Universität Halle und von September 1773 bis September 1776 setzte er das Studium an der Universität Frankfurt (Oder) fort.
1776 erhielt er Güter in Rechlin, Trebow im Landkreis Oststernberg, Wismar, Golm mit der Passower Mühle und Gustow. Im gleichen Jahr wurde im September Gesuch um eine Anstellung als Referendar beim Berliner Kammergericht aufgrund einer schlechten Prüfung abgewiesen, mit dem Hinweis, er könne an ein Untergericht gehen; daraufhin wurde er 1777 als Referendar bei der Regierung in Stettin eingestellt.
1780 quittierte er seinen Dienst und übernahm die Verwaltung seiner Güter. Er widmete sich nunmehr ganz der Landwirtschaft und der Erziehung seiner Kinder und wurde Ritterschaftsrat und Kreisdeputierter. 1782 erhielt er das Gut Schwarzensee bei Pasewalk.
Mitte 1795 wurde er durch die Stände der Uckermark für den verstorbenen Ernst Friedrich von Winterfeld (1733–1795) zum Landrat des Stolpirischen Kreises gewählt. Am 25. Juni 1796 bestand er das große Examen beim Minister Joachim Christian von Blumenthal mit einem guten Ergebnis, sodass er am 29. Juni 1796 zum Landrat bestellt wurde.
Nach seinem Tod folgte ihm der frühere Hauptmann Ludwig Adolph Friedrich von Winterfeld (1765–1842) als Landrat.

## Mitgliedschaften
Arnim-Suckow gehörte seit Oktober 1773 den Freimaurern an und trat am 10. Oktober 1776 der Loge „Zum goldenen Schiff“ in Berlin bei.